# POSM
POS (ang. point of sale) właściwie: POSM (ang. point of sales materials) – materiały stymulujące sprzedaż; sformułowanie to odnosi się do różnych rodzajów nośników reklamy typu BTL.

## Zalety
Wśród głównych zalet materiałów POS warto wymienić choćby możliwość docierania do masowego odbiorcy. Reklama o szerokim zasięgu może być bowiem stosowana w miejscach odwiedzanych często przez mieszkańców miast w drodze do pracy czy poza nią – w centrach handlowych, stacjach benzynowych czy na okolicznych ulicach. Dzięki możliwości umieszczenia reklamy zewnętrznej na różnego rodzaju nośnikach, decydujące się na jej zastosowanie marki, mogą tworzyć atrakcyjne i skuteczne przekazy dostosowane do własnych potrzeb i oczekiwań potencjalnych klientów.
Nie bez znaczenia jest również rozpoznawalność marki korzystającej z materiałów POS. Bieżący kontakt klientów z nią sprawia, że chętniej i częściej wybierają ją oni w trakcie zakupów. Na koniec – koszty materiałów POS są znacznie niższe niż na przykład reklama telewizyjna czy radiowa.

## Wady
Reklama zewnętrzna nie jest jednak pozbawiona wad. Jej krytycy zarzucają przede wszystkim zaśmiecanie miejskiego krajobrazu przez dziesiątki materiałów reklamowych. Natłok reklam sprawia dodatkowo, że potencjalni klienci mogą czuć się zagubieni i mieć problem z odnalezieniem promowanego przez nas komunikatu.

## Rodzaje materiałów POS
Materiały te dzielą się na trwałe i miękkie. Przez miękkie określa się głównie wszelkie tanie rozwiązania bazujące na papierze, kartonie. Twarde to kasetony, regały - czyli wykonane z plastiku, metalu itp.
Do POS (POSM/ POP) zaliczamy:
- counter card (stojaki na ulotki)
- wobbler (reklama ruchoma przytwierdzana do krawędzi półki lub stojąca na niej)
- naklejki
- hanger (wiszące materiały z logo produktu)
- makiety powiększonego produktu
- bloczki z ulotkami
- broszury o produkcie
- stands (reklamy stojące)
- lightbox (reklama podświetlana)
- shelfliner (zadrukowany pasek umieszczany na krawędzi półki, zawierający logo produktu, hasło)
- topper (element reklamowy, umieszczany nad stojakiem reklamowym – display, ekspozytor
- infokiosk (interaktywny POSM składający się z komputera i ekranu dotykowego)
- tray (tacka na produkty)
- pusher (element półki, dopychacz produktów)
- gondola end (koniec alei sklepowej)
- checkout (strefa przykasowa)
- podajnik grawitacyjny (podajnik produktowy towarowany od góry)

Największą i najstarszą branżową organizacją na świecie, zrzeszającą m.in. firmy P.O.S, jest POPAI.